# 마이크로시스틴

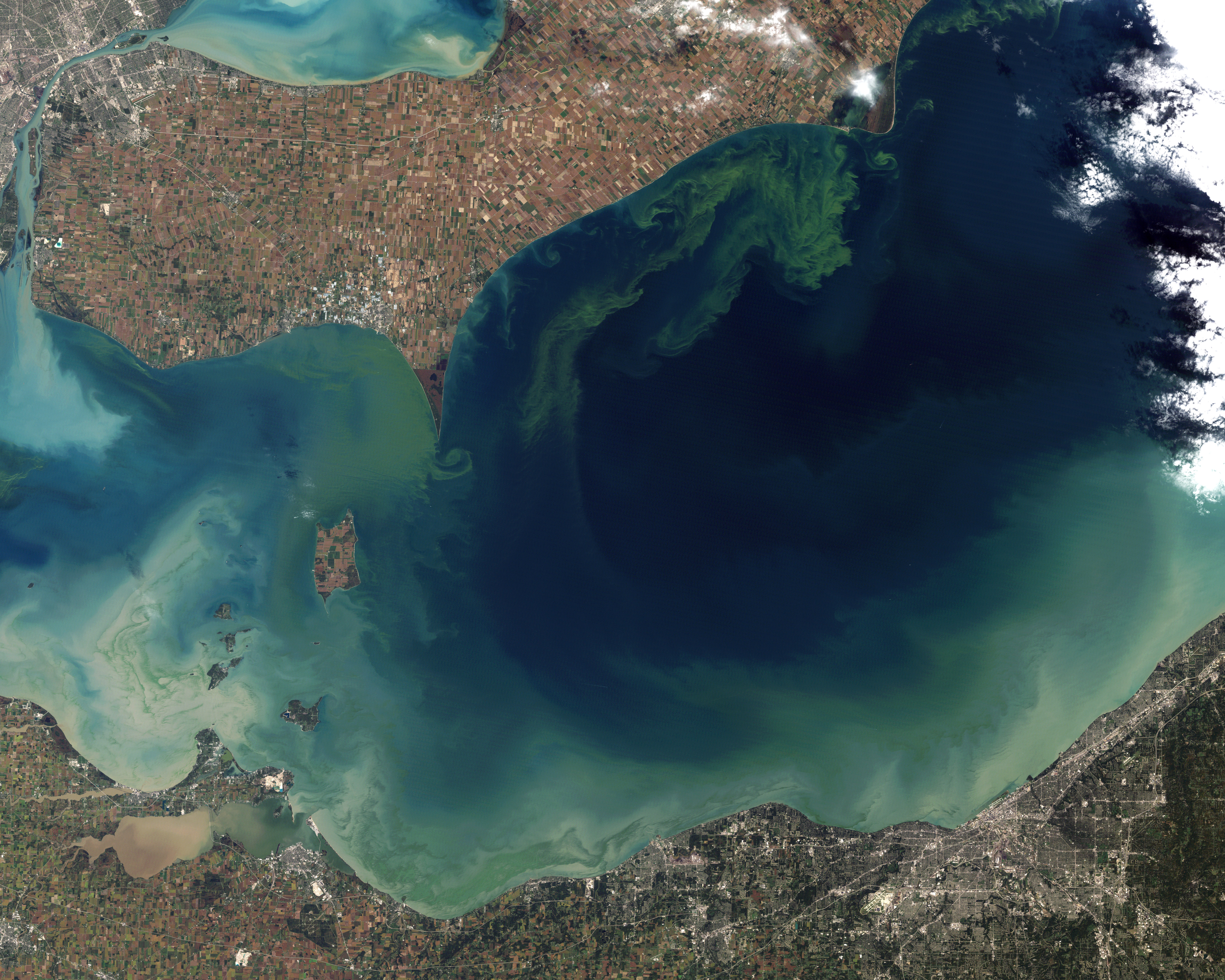
미국 해양대기청(NOAA)이 수십년 만의 조류 대발생이 일어난 2011년 10월에 촬영한 에리 호(Lake Erie)의 모습.

마이크로시스틴(Microcystin)은 특정한 종류의 남세균에 의해 생성되는 독소의 종류이다. 마이크로시스틴은 주로 마이크로시스티스 애루기노사(Microcystis aeruginosa)에 의해 생성되지만, 다른 마이크로시스티스 속이나 플랭크토트릭스(Planktothrix), 아나베나(Anabaena), 오실라토리아(Oscillatoria), 노스톡(Nostoc) 속에 속하는 종에 의해서도 생성된다. 현재까지 50종의 마이크로시스틴이 발견되었으며, 그 중에서 마이크로시스틴-LR이 가장 일반적인 종류이다. 화학적으로 마이크로시스틴은 고리모양의 헵타펩타이드로써 비펩타이드 합성효소에 의해 생성된다. 마이크로시스틴은 녹조 발생 시 대량이 생성되며 식수 및 관개용수 공급의 주요한 위협으로 제기되고 있다.

## 노출
마이크로시스틴은 간독성을 나타내는데, 섭취할 경우 담즙산 저장시스템을 통해 대부분 간으로 이동하며, 일부는 혈류를 따라 이동하면서 조직을 오염시킬수도 있다. 발암성에 대해 미국 환경보호국의 위해성 평가 가이드라인에서는 부정확한 것으로 보고하고 있으나, 중국에서 수행된 몇몇의 연구에서는 식수에서의 남세균의 발생과 간암 및 직장암 발생과의 상관관계가 있는 것으로 암시하고 있다. 면역시스템 결핍 환자에 대한 마이크로시스틴의 노출 효과에 대해서는 아직 완벽히 알려지지 않았으나, 일부에서 우려가 제기되고 있다.

## 생성
마이크로시스틴을 생성하는 담수 남세균의 한 종류인 마이크로시스티스는 수온의 상승, 정체된 물, 부영양화 등의 온화한 기후 조건에서 번성하는 것으로 예측된다.